# Trusted Platform Module

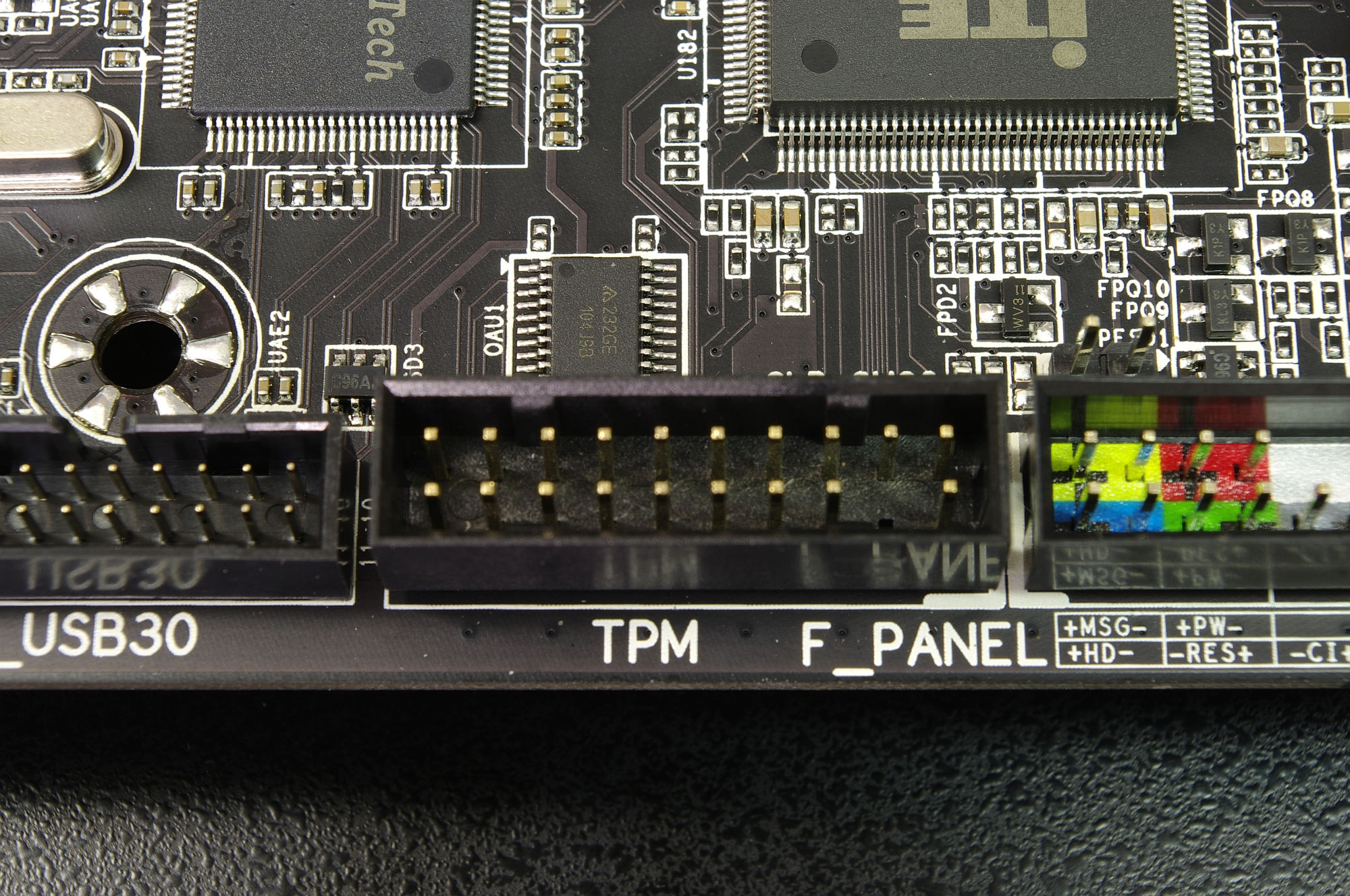
Imagem ilustrativa

Trusted Platform Module (TPM, também conhecido como ISO/IEC 11889111) é um padrão internacional para um processador criptográfico seguro, um microcontrolador dedicado projetado para proteger o hardware por meio de chaves criptográficas integradas. O termo também é usado como um nome genérico de implementações desta especificação, frequentemente denominados de "chip TPM" ou "TPM Security Device" (Dell). A especificação TPM é obra do Trusted Computing Group. A versão corrente da especificação TPM é a 1.2 Revision 116, publicada em 1 de março de 2011.

## Hardware TPM
A partir de 2006, muitos laptops novos têm sido vendidos com um chip Trusted Platform Module embutido. No futuro, este conceito poderá ser estendido para placas-mãe de computadores desktop ou quaisquer outros dispositivos onde as capacidades do TPM possam ser empregadas, tais como telefones celulares. A Intel planeja integrar capacidades de TPM em seus chips southbridge a partir de 2008.
Microcontroladores Trusted Platform Module são atualmente produzidos por:
- Atmel
- Broadcom
- Infineon
- Intel (via Intel Management Engine como iTPM)
- STMicroelectronics
- Winbond